# أولاد عدو (واد إفلي)
أولاد عدو هو دُوَّار يقع بجماعة بني امحمد سجلماسة، إقليم الرشيدية، جهة درعة تافيلالت في المملكة المغربية. ينتمي الدوّار لمشيخة واد إفلي التي تضم 26 دوار. يقدر عدد سكانه بـ 112 نسمة حسب الإحصاء الرسمي للسكان والسكنى لسنة 2004.

## روابط خارجية
- البوابة الوطنية للجماعات الترابية
- المندوبية السامية للتخطيط